# Мен Чжисян
Мен Чжисян (кит.: 孟知祥; піньїнь: Mèng Zhīxíang), храмове ім'я Гаоцзу (кит.: 高祖; піньїнь: Gāozǔ; 10 травня 874 — 7 вересня 934) — засновник і перший правитель Пізньої Шу періоду п'яти династій і десяти держав.

## Життєпис
За часів Пізньої Тан був військовим губернатором (цзєдуши) Сичуані. Навесні 934 року заснував власну державу — Пізню Шу, ставши її першим правителем.
Невдовзі після цього Пізня Тан припинила своє існування, а Мен Чжисян став повновладним володарем на своїх землях.
Правління Мен Чжисяна виявилось нетривалим — вже восени 934 року він важко захворів і помер. Трон успадкував його син Мен Чан.

## Девіз правління
- Міньде (明德) 934